# Пожарный ствол
Пожа́рный ствол (устар. «брандспо́йт» от нидерл. brandspuit «пожарный насос») — устройство для формирования струи воды или пены и направления в зону горения. Пожарные стволы в первую очередь подразделяются на ручные и лафетные.
Лафетные стволы применяются в тех случаях, когда ручных стволов недостаточно для эффективного подавления огня. В свою очередь они делятся на:
- стационарные — размещаемые на пожарной технике или на специальных площадках (вышках);
- возимые — смонтированные на прицепах;
- переносные — размещающиеся в транспортном состоянии в отсеке пожарного автомобиля.

Ручные стволы, в свою очередь делятся на следующие группы:
- стволы для формирования компактной струи (РС-50, РС-70);
- универсальные стволы, позволяющие подавать воду как компактной, так и распыленной струёй, а также перекрывать струю (РС-А, РС-Б, СПР-50, РСК-50, РСК-70, КР-Б)
- универсальные стволы с возможностью создания водяной завесы (РСКЗ-70)
- комбинированные, позволяющие осуществлять подачу пены низкой кратности через специальные насадки (ОРТ-50, Курс-8 и т.п.);
- пенные низкой кратности (СВП, СВПЭ).

Конструктивно ручной пожарный ствол состоит из корпуса, насадки, соединительной головки и ремня для переноски. В корпусе перекрывных стволов размещается кран для регулировки и перекрывания потока воды. Насадок предназначен для формирования струи нужной формы и сечения, с помощью головки ствол соединяется с рукавной линией. Ремень служит для переноски ствола на плече. Для удобства удержания в руках большинство стволов имеют на корпусе рельефную оплетку.
Устройства для подачи пены средней и высокой кратности называются пеногенераторами (ГПС-200, ГПС-600 и т.д.)
Для оборудования внутренних пожарных кранов могут применяться стволы РС-50.01 и РС-70.01, не имеющие соединительных головок и навязывающиеся непосредственно на пожарный рукав.